# Botswana op de Olympische Jeugdzomerspelen 2010
Botswana nam deel aan de Olympische Jeugdzomerspelen 2010 in Singapore, de eerste editie van de Olympische Jeugdspelen.

## Deelnemers en resultaten
(m) = mannen, (v) = vrouwen 

### Atletiek
| Olympiër      | Discipline       | Resultaat | Prestatie                                                      |
| ------------- | ---------------- | --------- | -------------------------------------------------------------- |
| Mmilili Dube  | hoogspringen (m) | 12e       | kwalificatie: 2,04 m (11e) B-finale: 1,94 m (4e)               |
|               |                  |           |                                                                |
| Winnie George | 1000 m (v)       | 19e       | kwalificatie serie 2: gediskwalificeerd B-finale: 2.55,46 (2e) |

### Judo
| Olympiër                   | Discipline    | Resultaat | Prestatie |
| -------------------------- | ------------- | --------- | --- |
| Neo Kapeko                 | tot 63 kg (v) | 3e ronde  | 1R: won van TOG Djamila Larounga 2R: verloor van BRA Flavia Gomes 3R (herkansing): verloor van CMR Sophina Arrey |
| Neo Kapeko team Birmingham | gemengd team  | 1e ronde  | 1R: 2-5 team Cairo verloor van CRC Andrea Guillen                                                                |

### Zwemmen
| Olympiër    | Discipline       | Resultaat | Prestatie              |
| ----------- | ---------------- | --------- | ---------------------- |
| Daniel Lee  | 50 m vrij (m)    | 38e       | 1R serie 3: 26,89 (3e) |
| Daniel Lee  | 50 m vlinder (m) | 18e       | 1R serie 2: 29,70 (7e) |
| Adrian Todd | 50 m vrij (m)    | 27e       | 1R serie 4: 25,08 (2e) |
| Adrian Todd | 50 m vlinder (m) | 17e       | 1R serie 2: 28,69 (6e) |

Afghanistan · Albanië · Algerije · Amerikaanse Maagdeneilanden · Amerikaans-Samoa · Andorra · Angola · Antigua en Barbuda · Argentinië · Armenië · Aruba · Australië · Azerbeidzjan · Bahama's · Bahrein · Bangladesh · Barbados · België · Belize · Benin · Bermuda · Bhutan · Bolivia · Bosnië en Herzegovina · Botswana · Brazilië · Britse Maagdeneilanden · Brunei · Bulgarije · Burkina Faso · Burundi · Cambodja · Canada · Centraal-Afrikaanse Republiek · Chili · China · Chinees Taipei · Colombia · Comoren · Congo-Brazzaville · Congo-Kinshasa · Cookeilanden · Costa Rica · Cuba · Cyprus · Denemarken · Djibouti · Dominica · Dominicaanse Republiek · Duitsland · Ecuador · Egypte · El Salvador · Equatoriaal-Guinea · Eritrea · Estland · Ethiopië · Fiji · Filipijnen · Finland · Frankrijk · Gabon · Gambia · Georgië · Ghana · Grenada · Griekenland · Groot-Brittannië · Guam · Guatemala · Guinee · Guinee‑Bissau · Guyana · Haïti · Honduras · Hongarije · Hongkong · Ierland · IJsland · India · Indonesië · Irak · Iran · Israël · Italië · Ivoorkust · Jamaica · Japan · Jemen · Jordanië · Kaaimaneilanden · Kaapverdië · Kameroen · Kazachstan · Kenia · Kirgizië · Kiribati · Koeweit · Kroatië · Laos · Lesotho · Letland · Libanon · Liberia · Libië · Liechtenstein · Litouwen · Luxemburg · Macedonië · Madagaskar · Malawi · Malediven · Maleisië · Mali · Malta · Marshalleilanden · Marokko · Mauritanië · Mauritius · Mexico · Micronesië · Moldavië · Monaco · Mongolië · Montenegro · Mozambique · Myanmar · Namibië · Nauru · Nederland · Nederlandse Antillen · Nepal · Nicaragua · Nieuw-Zeeland · Niger · Nigeria · Noord-Korea · Noorwegen · Oeganda · Oekraïne · Oezbekistan · Oman · Oostenrijk · Oost‑Timor · Pakistan · Palau · Palestina · Panama · Papoea-Nieuw-Guinea · Paraguay · Peru · Polen · Portugal · Puerto Rico · Qatar · Roemenië · Rusland · Rwanda · Saint Kitts en Nevis · Saint Lucia · Saint Vincent en Grenadines · Salomonseilanden · Samoa · San Marino · Sao Tomé en Principe · Saoedi-Arabië · Senegal · Servië · Seychellen · Sierra Leone · Singapore · Slovenië · Slowakije · Soedan · Somalië · Spanje · Sri Lanka · Suriname · Swaziland · Syrië · Tadzjikistan · Tanzania · Thailand · Togo · Tonga · Trinidad en Tobago · Tsjaad · Tsjechië · Tunesië · Turkije · Turkmenistan · Tuvalu · Uruguay · Vanuatu · Venezuela · Verenigde Arabische Emiraten · Verenigde Staten · Vietnam · Wit-Rusland · Zambia · Zimbabwe · Zuid-Afrika · Zuid-Korea · Zweden · Zwitserland